# Garganta del Avon

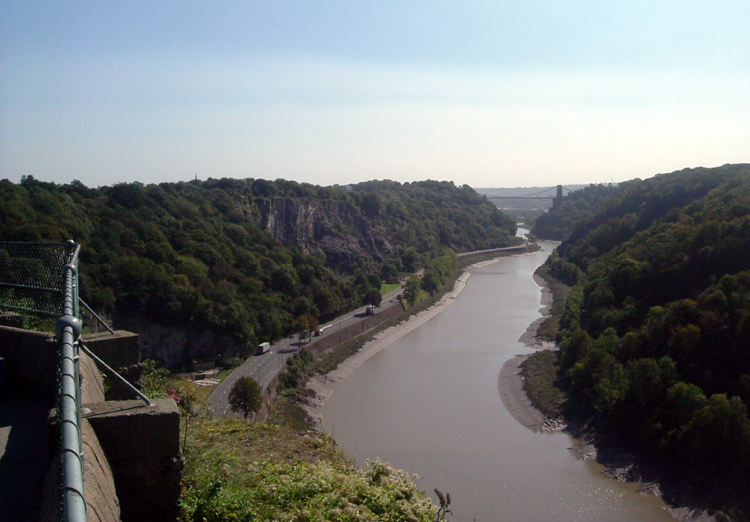
El puente colgante de Clifton (al fondo) sobre la garganta del Avon, mirando al sur desde The Downs

La garganta del Avon (nombre original en inglés: Avon Gorge) es un cañón de 1,5 millas (2,5 kilómetros) de largo por el que discurre el río Avon junto a la ciudad de Bristol (Inglaterra). El desfiladero corre de sur a norte a través de una cresta caliza situada al oeste del centro de la ciudad de Bristol y a unas 3 millas (5 km) de la desembocadura del río en Avonmouth. Forma el límite entre las autoridades unitarias de North Somerset y de Bristol, cuya línea de delimitación coincide con la orilla del lado sur. Como Bristol era un puerto importante, el desfiladero servía como elemento defensivo de la ciudad.
Al este del desfiladero se encuentran el suburbio de Clifton en Bristol y The Downs, un gran parque público. Al oeste del desfiladero se localiza Leigh Woods, el nombre tanto de un pueblo como del bosque gestionado por el National Trust en el que se encuentra. Junto a la garganta se ubican tres castros de la Edad del Hierro, así como un observatorio. El Puente colgante de Clifton, un icono de Bristol, cruza el desfiladero.

## Geología y formación

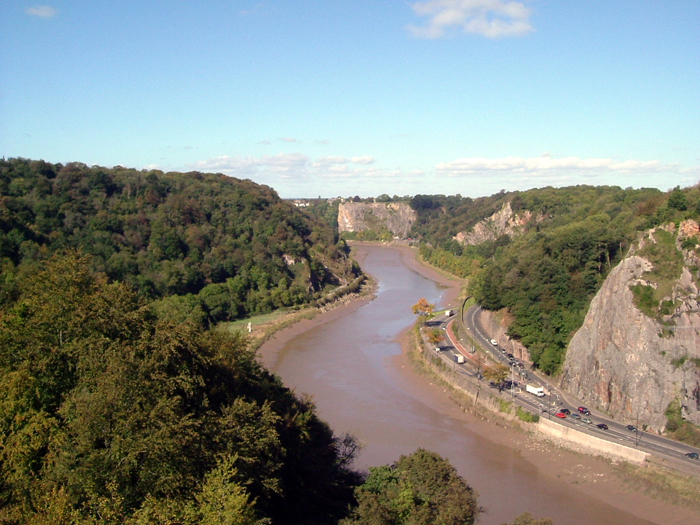
Vista hacia el norte desde el puente, con Leigh Woods a la izquierda y Portway a la derecha

El desfiladero atraviesa una cresta principalmente de caliza, con algo de arenisca. Esta cresta en particular discurre desde Clifton hasta Clevedon, a 16 kilómetros (10 millas) de distancia de la costa del canal de Brístol, aunque se encuentra piedra caliza en toda el área de Bristol. Las conchas y corales fósiles indican que la piedra caliza se formó en mares tropicales poco profundos en el Carbonífero, hace unos 350 millones de años. Durante mucho tiempo no estuvo claro qué causó que el Avon atravesara la cresta de piedra caliza, en lugar de correr hacia el suroeste a través del valle de Ashton hacia Weston-super-Mare. Sin embargo, Bristol estaba en el extremo sur de la glaciación durante la Edad de Hielo Anglia, y se ha sugerido que el hielo bloqueó la ruta natural del río a través del valle de Ashton hacia el oeste. En el punto de cruce del puente colgante de Clifton, el desfiladero tiene más de 700 pies (213 m) de ancho y 300 pies (91 m) de profundidad.
En el siglo XVIII se extrajo piedra del desfiladero para producir material de construcción para la ciudad. Los bloques de piedra eran llevados en barco al puerto flotante. En el siglo XIX se descubrió un yacimiento del mineral celestina (una mena de estroncio) en la finca de Leigh Court, y la familia Miles autorizó su explotación. Entre 1880 y 1920, Bristol producía el 90% de la celestina de todo el mundo, pero la empresa no duró mucho, hasta comienzos del siglo XX. Los conocidos como diamantes de Bristol, brillantes cristales de cuarzo que aparecen en forma de geoda entre las formaciones de conglomerados dolomíticos del desfiladero, eran recuerdos populares entre los visitantes del balneario de Hotwells en los siglos XVIII y XIX. Las canteras en el lado de Bristol del desfiladero ahora son populares entre los escaladores, y forman parte del hábitat de los halcones peregrinos y de otros animales salvajes.

## Ecología

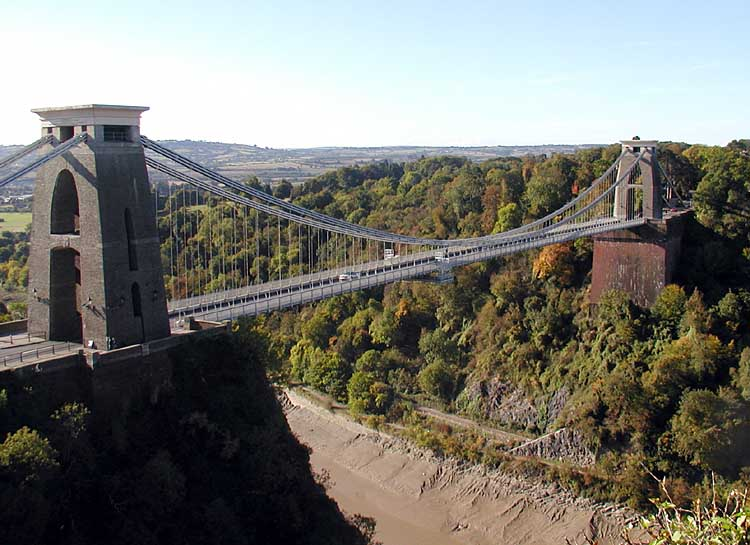
El puente y el río durante la marea baja, desde el Observatorio

Las empinadas paredes del desfiladero albergan una fauna y flora particulares, incluidas algunas especies únicas del desfiladero. Hay un total de 24 especies de plantas raras y dos árboles únicos de la familia de los serbales: la judía blanca de Bristol (sorbus bristoliensis) y la de Wilmotts (sorbus wilmottiana). Otras plantas notables del desfiladero son el berro de roca de Bristol, la cebolla de Bristol, la verónica con púas, el jacinto endeble y el perifollo salvaje. Debido a sus laderas empinadas, hay muchas partes del desfiladero en las que los árboles no pueden crecer, dando paso a plantas más pequeñas. La garganta también alberga especies raras de invertebrados. Posee un microclima alrededor de 1 grado más cálido que los terrenos circundantes. Las laderas empinadas orientadas al suroeste reciben la luz del sol de la tarde, pero están parcialmente protegidas de los vientos predominantes, aunque cuando provienen del Canal de Bristol en el noroeste, pueden canalizarse hacia el desfiladero, creando condiciones duras y húmedas.
Las empinadas paredes del desfiladero son un hábitat ideal para los halcones peregrinos, con un abundante suministro de alimentos cerca en forma de palomas y gaviotas. Los halcones han anidado historícamente en el desfiladero, pero al haberse vuelto raros en las islas británicas, dejaron de anidar allí, y rara vez se los vio en el desfiladero después de la década de 1930. En 1990, los halcones peregrinos regresaron al desfiladero y se han reproducido con éxito durante la mayor parte de los años siguientes. En los días cálidos se forma una fuerte corriente de aire ascendente en el desfiladero, sobre la que las aves rapaces vuelan mientras cazan. La garganta también alberga grandes poblaciones de grajos y murciélagos, que encuentran refugio en las cuevas y en los contrafuertes de los puentes.

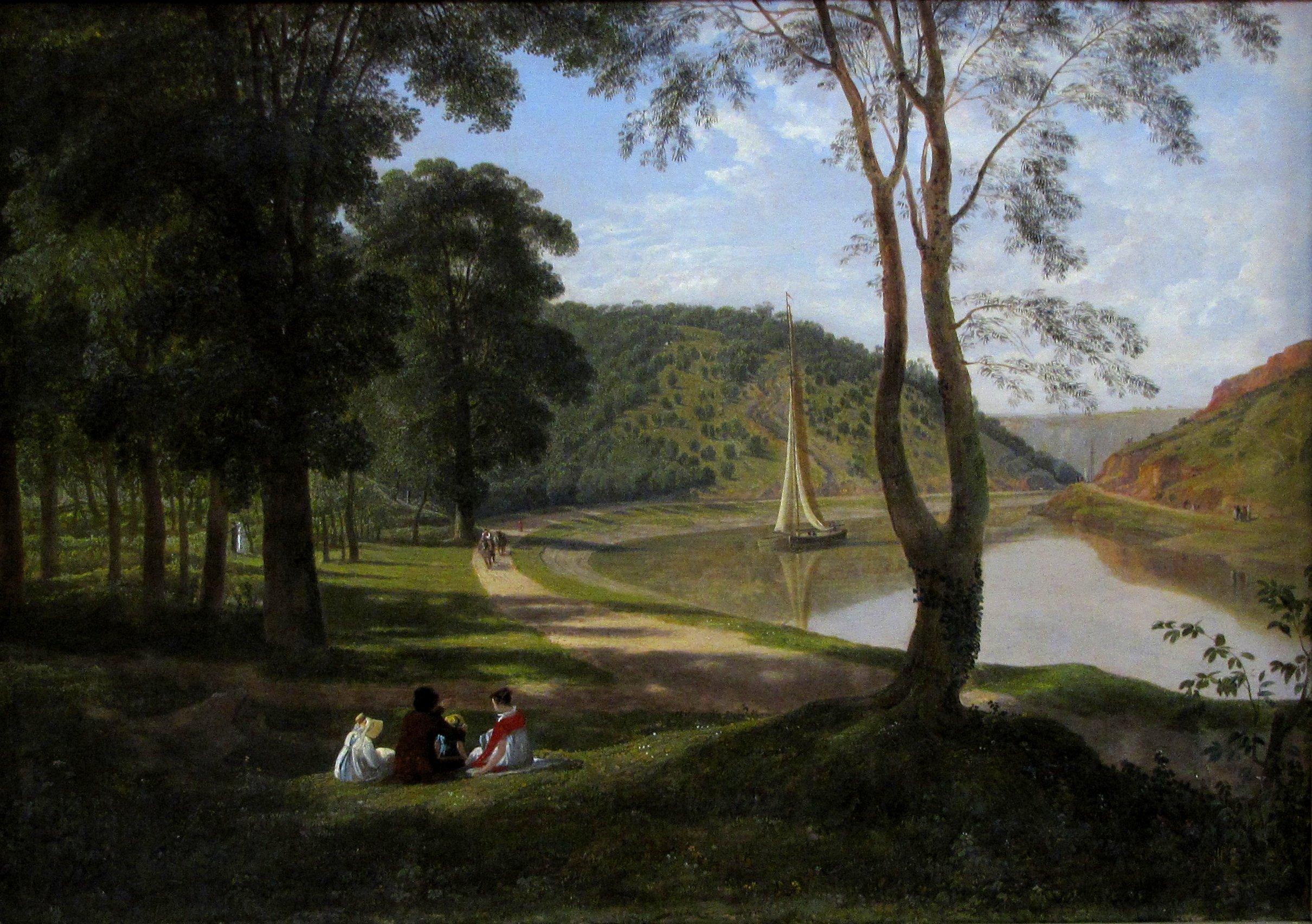
El desfiladero del Avon visto desde Ashton Meadow, por Francis Danby (1822)

Debido a su geología y ecología, un área de 155,4 hectáreas (384 acre) del desfiladero y el bosque circundante ha sido protegida como sitio de especial interés científico (SEIC), cuya declaración original tuvo lugar en 1952. En el futuro, el sitio puede estar protegido como zona especial de conservación según la Directiva de Hábitats de la Comisión Europea (92/43/CEE). El lado de la garganta de Leigh Woods es propiedad en gran parte del National Trust. The Downs, en el lado de la ciudad del desfiladero, es propiedad del Ayuntamiento de Bristol y está gestionado como un gran parque público. El lado del desfiladero está protegido en asociación con el Zoo de Bristol, el WWF y la asociación English Nature. La gestión del desfiladero por parte del consejo implica equilibrar la necesidad de proteger su ecología con los usos recreativos como la escalada en roca.
En el lado occidental del desfiladero crecen las heleborinas, en una zona boscosa junto al camino de sirga situado debajo de Leigh Woods. La orquídea púrpura fue descubierto aquí en 1990, concretamente en Nightingale Valley, en el lado oeste de la garganta. Existen algunas dudas sobre si se trataba de una planta silvestre o de si había sido introducida por la mano del hombre. La orquídea mosca y la orquídea abeja se encuentran en el desfiladero, junto con su híbrido. Una sola planta de ruda de prado menor está presente en la garganta. El berro de roca de Bristol aparece aquí y en el cercano Penpole Point; con unas 3.000 plantas en el lado de Bristol y unas 2.000 debajo de Leigh Woods. Variedades de noccaea se encuentran a ambos lados del desfiladero. El geránio sanguíneo crece en el lado de Bristol del desfiladero, de donde se cree que es nativo. El geranio purpúreo puebla ambos lados del desfiladero, al igual que la verónica espinada, cuyo primer registro británico procedió en 1641 de la garganta del Avon.

## Historia del uso humano

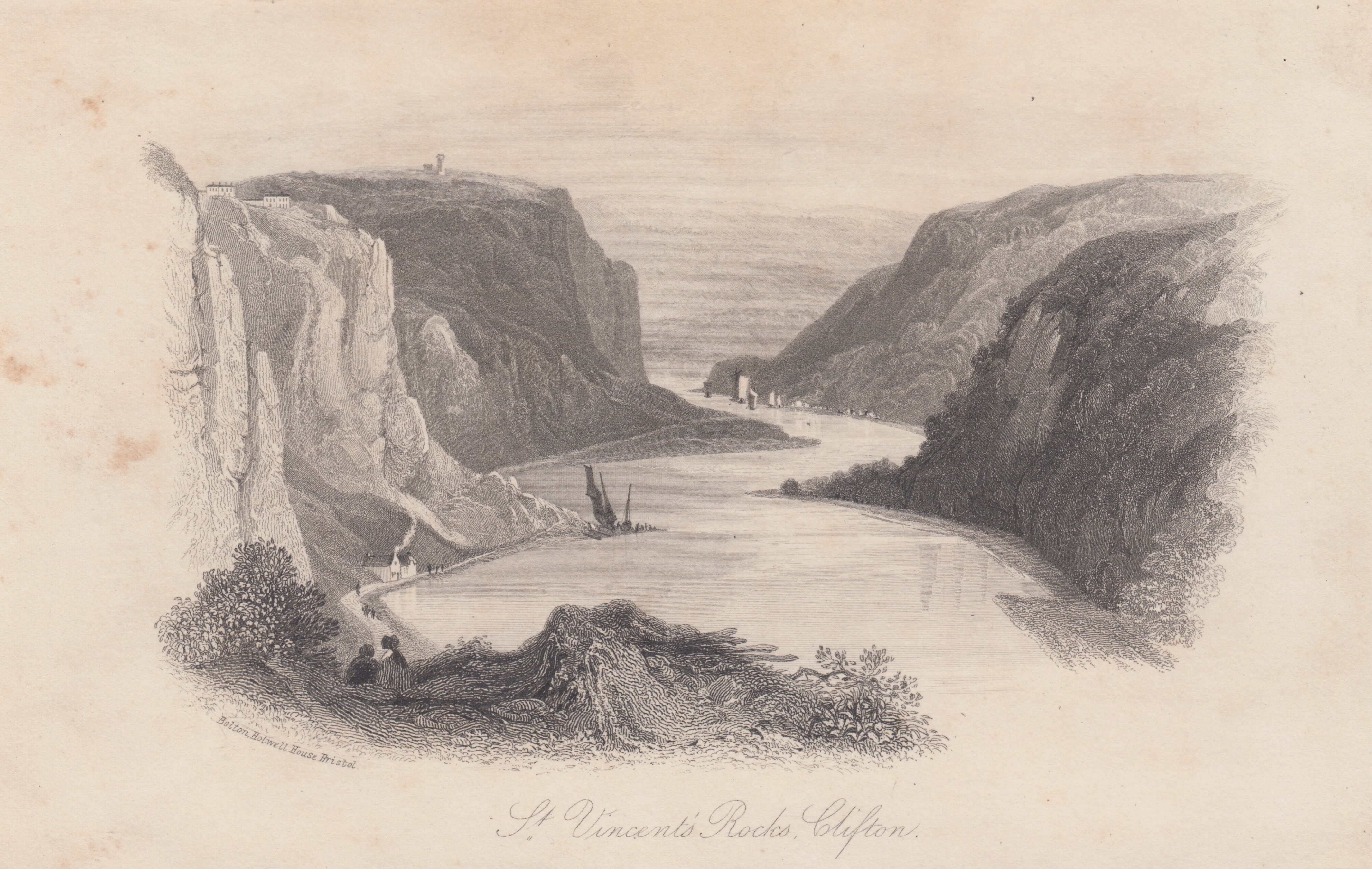
Rocas de Saint Vincent, en la garganta del Avon, antes de la construcción del puente colgante (hacia 1830)

El área del desfiladero estuvo habitada al menos desde la Edad del Hierro, probablemente por la tribu de los dobunni. En Leigh Woods, sobre el valle de Nightingale, un valle seco y empinado situado al lado del puente colgante, se encuentra Stokeleigh Camp, uno de los tres castros de la Edad del Hierro en la zona. Stokeleigh estuvo ocupado desde el año 3 a. C. hasta el 1 d. C. y también se utilizó en la Edad Media. El campamento estaba protegido en dos de sus lados por los acantilados del desfiladero y el valle de Nightingale, y también estaba protegido por terraplenes de tierra, y ahora es un monumento catalogado. Un segundo fuerte en la colina estaba situado al otro lado del valle de Nightingale, pero desde entonces se ha construido en la zona y un puente lo atraviesa. El tercer castro estaba situado en el lado opuesto del desfiladero, en lo que ahora es el observatorio verde. Indicios arqueológicos, además de la configuración de los tres fuertes, sugiere que estuvieron destinados a la defensa del desfiladero.

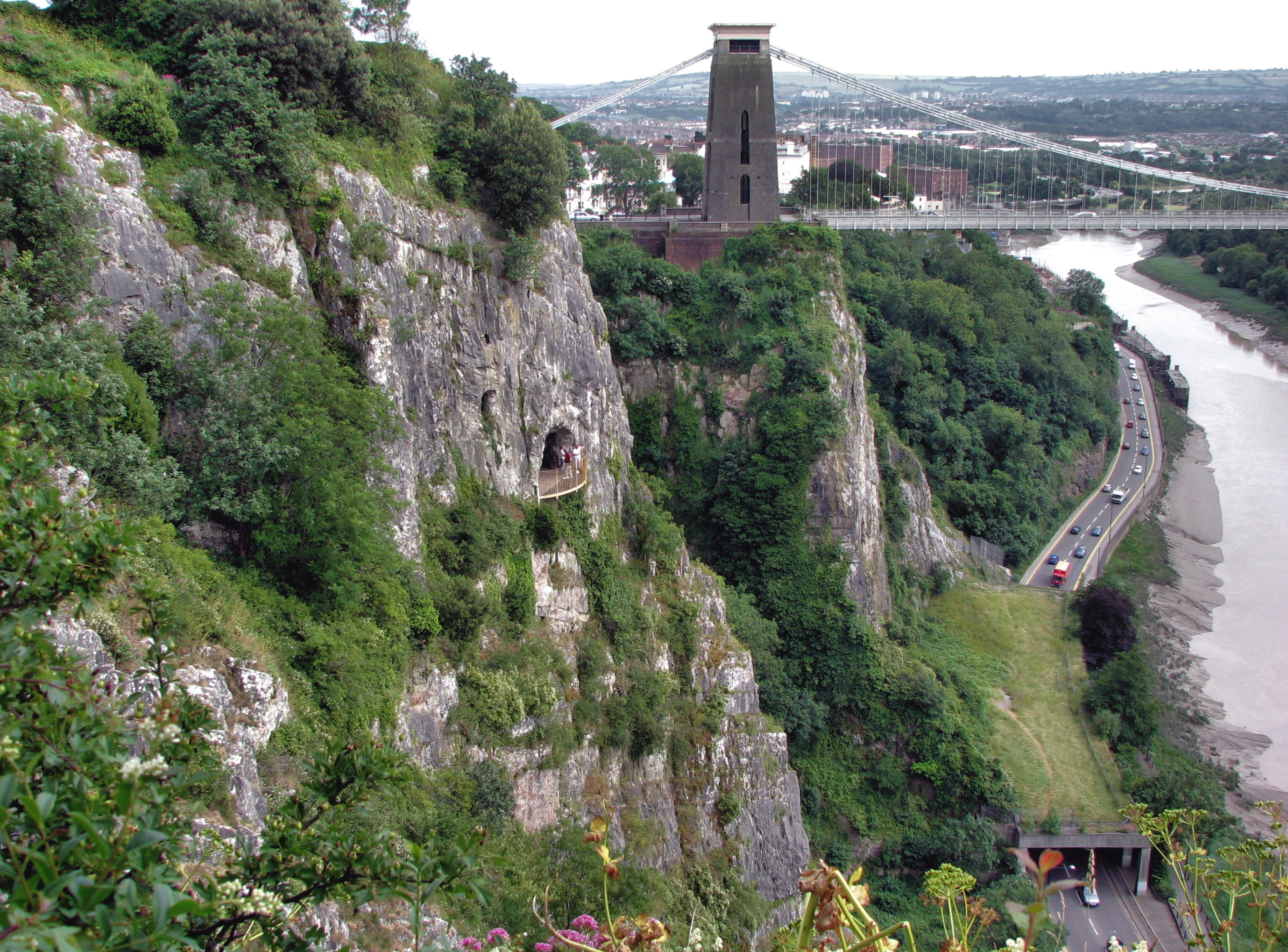
La garganta del Avon y el puente colgante de Clifton, mirando hacia la ciudad de Bristol. Los visitantes que aparecen en la imagen contemplan el paisaje desde el mirador de la Cueva de los Gigantes, en la cara del desfiladero

Durante la Edad Media y la revolución Industrial, el área que ahora forma The Downs se utilizó como tierra de pastoreo común. Se extraía plomo, calamina, hierro y piedra caliza, y se convirtió en el hogar de un molino de viento que producía rapé a partir del tabaco, que se había convertido en una de las principales importaciones de la ciudad. En 1777, el molino de viento se quemó durante una tormenta y el edificio se convirtió en el observatorio, que alberga una cámara oscura. En los siglos XVIII y XIX, la economía de Bristol experimentó un fuerte auge y Clifton se convirtió en un lugar deseable para vivir. Se construyeron mansiones con vistas al desfiladero, pero después de que desapareció el pastoreo, los árboles crecieron y obstaculizaron las vistas desde estas mansiones. En la época victoriana, con las casas extendiéndose hacia The Downs, se aprobó una Ley del Parlamento para proteger la zona como parque para la población de Bristol. En 1754 se propuso un puente para atravesar el desfiladero, pero pasaron casi 80 años antes de que comenzaran los trabajos del puente colgante de Clifton diseñado por Isambard Kingdom Brunel, y otros 30 años antes de que se completara. Hoy en día, el puente es quizás el monumento más conocido de Bristol.
En la historia de Bristol, el desfiladero ha sido una importante ruta de transporte, por la que pasan el río Avon, carreteras principales y dos vías de ferrocarril. Es la puerta de entrada al puerto de Bristol y proporciona protección contra tormentas o ataques. El canal de Bristol y el estuario del Avon tienen una carrera de marea muy elevada que alcanza los 15 metros, superada solo por la bahía de Fundy en el este de Canadá. El desfiladero es relativamente estrecho y serpenteante, lo que hace que sea notoriamente difícil de navegar. Varios buques han encallado en el desfiladero, incluido el SS Demerara poco después de su botadura en 1851, la goleta Gipsy en 1878, el remolcador de vapor Black Eagle en 1861 y el Llandaff City. La frase "shipshape and Bristol fashion" (barco en buen estado de navegación, como sucede en Bristol) surge de cuando el puerto principal de Bristol, cuyo fondo era rocoso, estaba sometido al flujo de las mareas. Si los barcos no eran de construcción robusta, podían quebrarse cuando la marea bajaba, de ahí la frase.

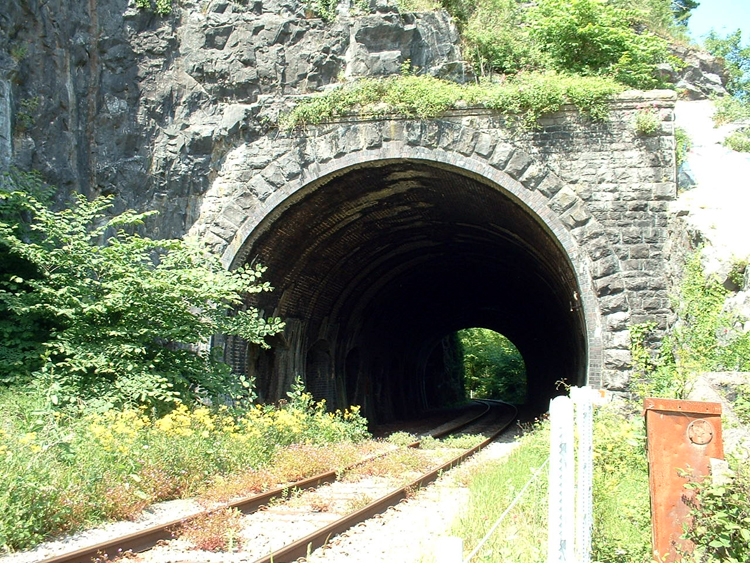
The Ferrocarril de Portishead discurre por un corto túnel bajo un estribo del puente colgante de Clifton

Se construyó un ferrocarril, el Ferrocarril del Puerto de Bristol, a través del desfiladero en el lado este desde Hotwells hasta Avonmouth entre 1863 y 1865. El Ferrocarril de Portishead se abrió en el lado oeste en 1867. La sección del ferrocarril del puerto de Bristol entre el cruce de la Hotwells y Sneyd Park se cerró en 1922, cuando se inició la construcción de una carretera importante a través del desfiladero, la Portway, inaugurada en 1926. La carretera ahora forma parte de la A4, que une el centro de la ciudad de Bristol con la autopista M5, que rodea la ciudad cerca de Avonmouth. A finales de la década de 1990, se decidió que la amplia plataforma que recorría casi toda la garganta del Avon era legalmente utilizable tanto por ciclistas como por peatones.
Todavía hay dos vías de ferrocarril que atraviesan el desfiladero. En el lado este, la Línea de Severn Beach a Avonmouth y a Severn Beach utiliza la parte restante del ferrocarril del puerto de Bristol a través de parte del desfiladero y a través de un túnel debajo de The Downs. En el lado oeste, el Ferrocarril de Portishead fue cerrado por el Plan Beeching en la década de 1960, pero desde entonces se ha reabierto al tráfico de mercancías hasta Royal Portbury Dock, 2,5 millas (4 km) río abajo, y con posterioridad se dispuso de fondos para reabrir el resto de la línea y reintroducir los servicios de pasajeros a Portishead. Entre 1893 y 1934, el Ferrocarril de Clifton Rocks unió el muelle de los vapores de pasajeros en Hotwells con Clifton a lo largo del borde del desfiladero.
Un sendero para peatones y un carril bici del National Cycle Network discurren por el trazado del Ferrocarril de Portishead y por un antiguo camino de sirga.
La proximidad del desfiladero a la población urbana de Bristol lo convirtió en un lugar popular para la escalada en roca desde la década de 1940, una época en la que la mayor parte de la escalada en el Reino Unido se centraba en zonas montañosas. La primera guía de rutas de escalada en la garganta del Avon fue publicada en 1955 por el Club de Montañismo de la Universidad de Bristol. Ese mismo año, el alpinista británico Chris Bonington escaló el muro principal en la zona conocida como Mercavity. La edición de 2017 de The Climbers' Club Guide to Avon Gorge de Martin Crocker enumera 400 páginas de rutas y localizaciones. La garganta del Avon es a menudo criticada por haber sido escalada tantas veces que muchas de las rutas están "pulidas".

## Mitología

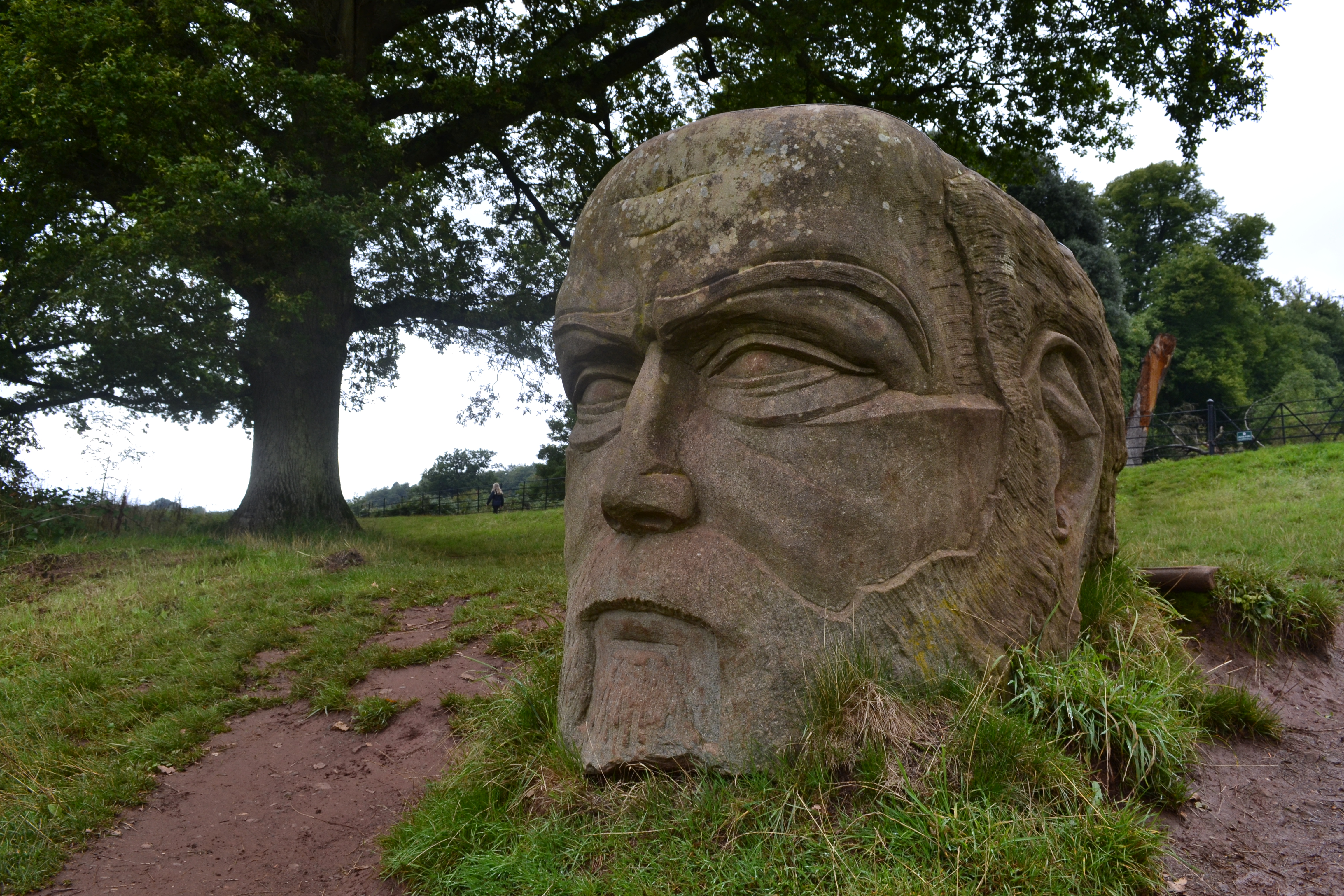
Escultura del gigante Goram en los terrenos de Ashton Court

La formación de la garganta del Avon es un tema de la mitología medieval. Los mitos cuentan historias de dos hermanos gigantes, Goram y Vincent, que construyeron el desfiladero. Una variación sostiene que Vincent y Goram estaban construyendo el desfiladero juntos y Goram se quedó dormido y murió accidentalmente por un golpe del pico de Vincent. Otra variación habla de que los hermanos se enamoraron de Avona, una muchacha de Wiltshire, quien pidió a los gigantes que drenaran un lago que se extendía desde Rownham Hill a Bradford-on-Avon (es decir, el valle del Avon). Goram comenzó a cavar la cercana garganta de Hazel Brook en la finca Blaise Castle, pero bebió demasiada cerveza y se quedó dormido. Mientras tanto, Vincent cavó el desfiladero del Avon y drenó el lago, ganándose el afecto de Avona. Al despertar, el enojado Goram dio una patada al suelo con el pie, creando "La Huella del Gigante" en la finca del Castillo de Blaise, y se arrojó al Canal de Bristol, convirtiéndose en piedra y dejando su cabeza y hombros sobre el agua como las islas de Flat Holm y Steep Holm.